# Торопкин, Виктор Иванович
Виктор Иванович Торопкин (25 ноября 1947 — 3 июля 1988) — в 1987—1988 годах первый секретарь Гурьевского горкома Компартии Казахстана.

## Биография
Родился 25 ноября 1947 года в Хачмазе Азербайджанской ССР в рабочей семье.
После окончания Уфимского нефтяного института в 1970 году начал трудовую биографию с должности оператора нефтегазодобывающего управления «Узеньнефть», в течение трех лет прошёл путь до начальника районной инженерно-технологической службы Мангышлакского газодобывающего управления, затем работал главным инженером Мангышлакского газодобывающего управления, а также главным инженером производственного объединения «Эмбанефть».
Затем на комсомольской и партийной работе — первый секретарь Новоузеньского горкома ЛКСМ Казахстана, заведующий промышленно-транспортным отделом обкома партии, председатель Гурьевского горисполкома (1984—1987), первый секретарь Гурьевского горкома Компартии Казахстана (1987—1988). Избирался депутатом областного и городского Советов народных депутатов
Награждён орденом «Знак Почёта», многими грамотами ЦК ВЛКСМ, ЦК ЛКСМ Казахстана.
Умер 3 июня 1988 года.